# دگانیا
دگانیا دهستانی در استان آستوریاس اسپانیا است.
در این دهستان ۱٬۴۸۳ نفر زندگی می‌کنند. مساحت این دهستان ۸۷٫۱۶ کیلومتر مربع است.